# Airspeed AS 8
Die Airspeed AS 8 Viceroy (engl. für Vizekönig) war ein leichtes zweimotoriges Rennflugzeug in Tiefdeckerauslegung aus Großbritannien. Es wurde nur eine Maschine gefertigt.

## Geschichte
Das Flugzeug wurde aus der Airspeed AS 6 Envoy speziell für das MacRobertson-Luftrennen entwickelt. Hauptunterschied waren die gegenüber den frühen AS 6 stärkeren Motoren und die fehlenden Fenster am Rumpf. Die Maschine erhielt eine vergrößerte Treibstoffkapazität, wobei die zusätzlichen Tanks im Rumpf untergebracht wurden.
Der Erstflug fand im August 1934 statt. Die Maschine mit dem Kennzeichen G-ACMU wurde von N. Stack und S.L. Turner in dem MacRobertson-Luftrennen eingesetzt. In Athen mussten sie jedoch das Rennen wegen Problemen mit den Radbremsen aufgeben.
Während des spanischen Bürgerkrieges wurde die AS 8 Viceroy auf der Seite der Nationalisten als Aufklärer oder leichter Bomber eingesetzt.

## Konstruktion
Der Tragflügel war freitragend und besaß an den äußeren Sektionen eine V-Form. Er verjüngte sich vom Rumpf zur Spitze und war aus Holz mit Stoffbespannung gefertigt. Er war zweiholmig ausgeführt. Zur Verwendung kamen die Profile NACA 2221 an der Flügelwurzel und NACA 2212 an der Flügelspitze. Der Rumpf war ebenfalls aus Holz gefertigt. Im vorderen Teil war er mit Sperrholz beplankt, im hinteren Teil mit Stoff bespannt. Zur Verringerung der Landegeschwindigkeit waren Landeklappen montiert. Das Leitwerk war ebenfalls freitragend und konventionell angeordnet.
Das Hauptfahrwerk war einziehbar. Die beiden hydraulisch gedämpften Hauptfahrwerksbeine waren beweglich am vorderen Flügelholm befestigt und nach hinten einziehbar. Um bei einem Versagen der Fahrwerksmechanik noch unversehrt landen zu können, ragten die Reifen etwas aus ihren Schächten heraus. Im Heck gab es ein nicht einziehbares Heckrad.

## Technische Daten
| Kenngröße             | Daten |
| --------------------- | --- |
| Besatzung             | 2 |
| Länge                 | 10,50 m |
| Spannweite            | 15,90 m |
| Höhe                  | 2,80 m |
| Flügelfläche          | 31,50 m² |
| Flügelstreckung       | 8,0 |
| max. Startmasse       | 2860 kg |
| Höchstgeschwindigkeit | 338 km/h |
| Reichweite            | 2260 km |
| Gipfelhöhe            | 3850 m |
| anfängliche Steigrate | 5,10 m/s |
| Triebwerke            | zwei aufgeladene 7-Zylinder-Sternmotoren Armstrong-Siddeley Cheetah VI mit 280 PS (206 kW), die jeweils einen 2-Blatt-Propeller antreiben |